# War Resisters’ International
Die War Resisters’ International (WRI) (Internationale der KriegsdienstgegnerInnen) ist ein 1921 in den Niederlanden ursprünglich unter dem Namen „Paco“ (dem Esperanto-Wort für Frieden) gegründetes weltweit agierendes Netzwerk von Antimilitaristen, Kriegsdienstverweigerern und Pazifisten, dem nach eigenen Angaben gegenwärtig etwa 90 Organisationen, Vereine und Verbände in mehr als 40 Ländern angehören. Der heutige Sitz der WRI-Zentrale befindet sich in der britischen Hauptstadt London.

## Details

Hände zerbrechen Gewehr, in der abgebildeten Variante ab 1931 bis in die frühem 2010er Jahre WRI-Logo

Grundlage war und ist die WRI-Erklärung:
„Krieg ist ein Verbrechen gegen die Menschheit. Deshalb sind wir entschlossen, keine Art von Krieg zu unterstützen und die Beseitigung aller Kriegsursachen anzustreben.“

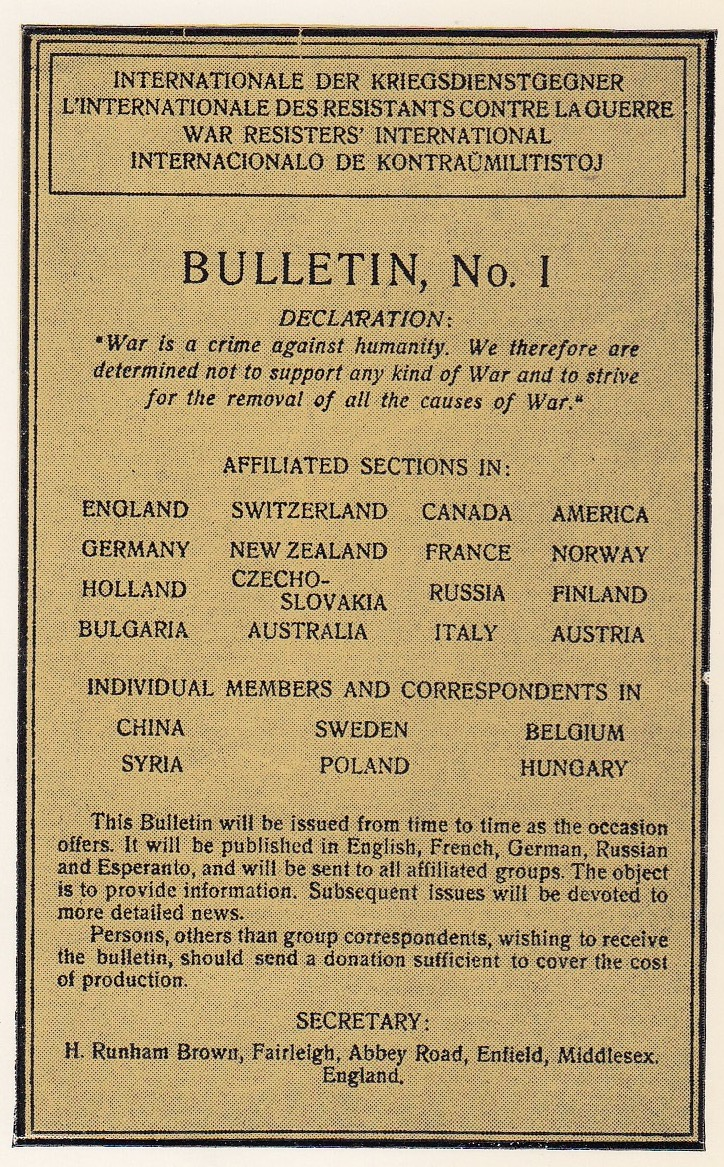
Wri 1923

Eine der Hauptaufgaben, die sich die WRI gegeben hat, ist, die gewaltfreie Aktion gegen Kriegsursachen zu propagieren und Menschen auf der ganzen Welt zu unterstützen und zusammenzubringen, die sich der Beteiligung an Krieg oder der Vorbereitung von Krieg verweigern. Insbesondere seit den 1968er Jahren gab es innerhalb der WRI Diskussionen zur Frage von Gewaltfreiheit und Revolution. Zur Überwindung von Gewalt und Krieg gab es Überlegungen zur fundamentalen Veränderung der Gesellschaft.
Auf dieser Basis arbeitet die WRI für eine Welt ohne Krieg.
2004 erhielt die WRI den Friedrich Siegmund-Schultze Förderpreis.

## Deutschsprachige Mitglieder

### Deutschland
- Anti-Kriegs-Museum – Berlin
- Archiv aktiv für gewaltfreie Bewegungen
- Deutsche Friedensgesellschaft – Vereinigte KriegsdienstgegnerInnen
- Graswurzelrevolution
- Internationale der Kriegsdienstgegner/innen
- Institut für Friedensarbeit und Gewaltfreie Konfliktaustragung[5]
- Bund für Soziale Verteidigung

### Österreich
- Arbeitsgemeinschaft für Wehrdienstverweigerung und Gewaltfreiheit[6]
- Begegnungszentrum für Aktive Gewaltlosigkeit[7]

### Schweiz
- Gruppe für eine Schweiz ohne Armee

## Mitgliedsverbände in anderen Staaten (Auswahl)
- USA: War Resisters League
- Israel: "New Profile"[8] einer der ersten Kriegsdienstverweigerer in Israel 1948 (und aktives WRI-Mitglied) war Joseph Abileah.

## Internationaler RundbriefDas zerbrochene Gewehr
Seit 1986 erscheint in unregelmäßigen Abständen – etwa drei bis vier Mal pro Jahr – die Zeitschrift Das zerbrochene Gewehr als internationaler Rundbrief der War Resisters’ International. Er wird in deutscher, englischer (The broken rifle), französischer (Le fusil brisé) und spanischer Sprache (El fusil roto) herausgegeben, und enthält vor allem Nachrichten und Hintergrundinformationen zu von der WRI unterstützten Aktivitäten der Friedens- und Menschenrechtsbewegung aus aller Welt. Im Oktober 2014 erschien die 100. Ausgabe der Zeitschrift. Die seit Dezember 1996 veröffentlichten Ausgaben und Artikel des Rundbriefs Das zerbrochene Gewehr sind online auf der Webpräsenz der WRI abrufbar.